# Пема Лингпа

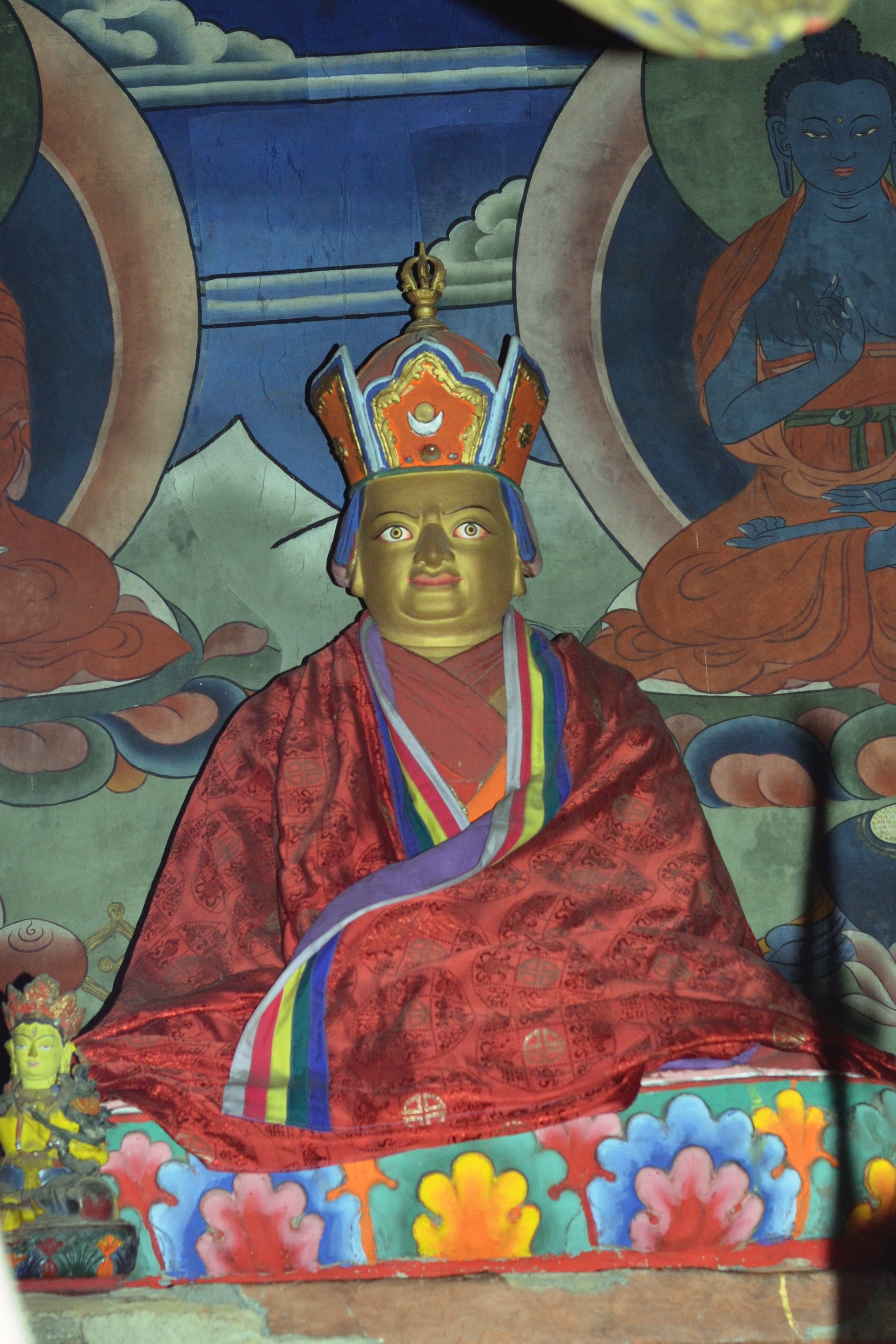
Пема Лингпа (статуя в храме в гевоге Цакалинг)

Пема Лингпа (Орджен Пема Лингпа, Падма Лингпа, тиб. པདྨ་གླིང་པ, Вайли  padma gling pa) (1450—1521) — учитель школы Ньингма тибетского Буддизма, принадлежащий к линии воплощений Лонгченпы.
По мнению верующих, он также является воплощением тибетской принцессы Пемасел, которая ранее в VIII веке чудесным образом получила сокровенные наставления от основателя школы Ньингма учителя Падмасамбхавы.
Пема Лингпа знаменит своей деятельностью в Тибете и в Бутане.
В Бутане он отыскивал многочисленные скрытые реликвии (терма), и до сих пор считается покровителем этой страны. Терма (спрятанные тексты, реликвии и ритуальные предметы) сохранились от Падмасамбхавы, и были спрятаны его учениками во время преследования буддизма тибетским королём Ландармой, правившим в 836—842. Пема Лингпа отыскал 32 терма, это так называемые «южные сокровища», спрятанных к югу от тибетского монастыря Самье.
Танцы, исполняющиеся монахами во время буддийских праздников (цечу), происходят из сновидений Пема Лингпы, который впоследствии смог свои эти танцы детально описать и поставить.
Его преемником стал четвёртый сын Кунга Вангпо.
Королевская семья Бутана считается потомками Пемы Лингпа и Кунга Вангпо, так же, как и Далай-лама VI Цаньян Джамцо (1683—1706).

## Учение и терма
- 31 июля 1476 года (десятый день седьмого месяца года обезьяны) в месте Йиге Трукма у него было видение Гуру Падмасамбхавы, который благословил его и вручил список ста восьми великих Сокровищ.
- В возрасте двадцати семи лет Пема Лингпа обнаружил первое Терма «Циклы светоносного пространства Великого Совершенства» (тиб. rdzogs-chen klong-gsal-gyi skor-rnams) в прославленном озере Мебар.
- В Самье Чимпу Тертон открыл текст «Великое Совершенство, собрание устремлений Самантабхадры» (тиб. rdzogs-chen kun-bzang dgongs-'dus).
- Пема Лингпа открыл Учения «Цикл младшего сына, недвойственная тантра Великого Совершенства» (тиб. rdzogs-chen gnyis-med-rgyudbu-chung-gi skor),
- «Великий Сострадающий, Светильник, который рассеивает тьму» (тиб. thugs-rje chen-po mun-sel sgron-me),
- «Восемь наставлений для передачи, Зеркало ума» (тиб. bka '-brgyad thugs-kyi me-long) и другие тексты, а также книги, ступы, священные объекты и образы, в том числе несколько образов Гуру Падмасамбхавы.
- В Бутане на дне бурлящего озера Мебарцо — заводи горной реки — Пема Лингпа отыскал статую Падмасамбхавы.

## Тамшинг-лакханг

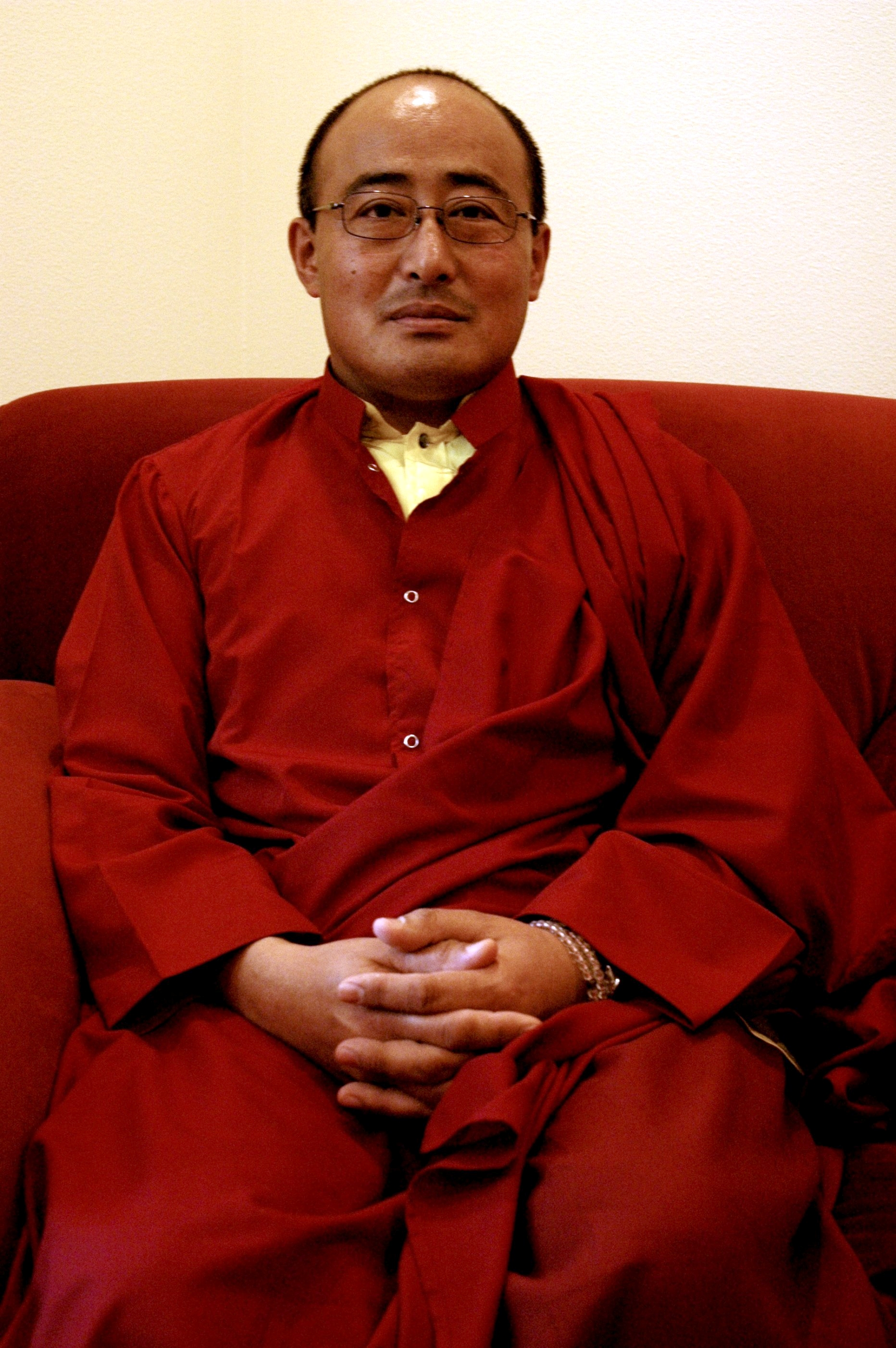
Лхалунг Сунгтрул Ринпоче

Община тибетского монастыря Лалунг (который основал Пема Лингпа) в 1960 переместилась в долину Бумтанг в Бутане, где был приведён в порядок и заново открыт монастырь Тамшинг-лакханг. Там регулярно проводятся фестивали (цечу) с танцами, поставленными Пема Лингпой.
Духовным наставником монастыря является лама Сунгтрул Ринпоче, который является инкарнацией речи Пема Лингпы, он родился в Бутане в долине Чумби в 1967.

## Гантенг Тулку Ринпоче
Гантенг Тулку  Ринпоче — перерождённый Пема Лингпа, владеет монастырём Гантенг-гомпа в Бутане и является хранителем традиции. На Западе традицию представляет общество Еше Корло.